# Jóhann Jóhannsson
Jóhann Gunnar Jóhannsson (Reykjavík, 1969. szeptember 19. – Berlin, 2018. február 9.) Golden Globe-díjas izlandi zenész, zeneszerző. Két magyar vonatkozású, Szász János által rendezett filmhez (Ópium: Egy elmebeteg nő naplója, A hentes, a kurva és a félszemű) is komponált zenét.

## Élete
Jóhann Jóhannsson Reykjavíkban született, nevelkedett, és járt egyetemre. Az 1990-es évek közepén kezdte zenei karrierjét, mint gitáros, aki olyan izlandi indie rock zenekarokban játszott, mint például az Olympia, az Unun és a Ham. 1999-ben Jóhann társalapítója volt a "Kitchen Motors" nevű zenei és művészeti szervezetnek, kiadónak.
Jóhannsson első szólóalbuma, az Englabörn, ami egy az azonos nevű színházi darabra írt zene alapján készült és utána is számos zenei és filmzenei albumot írt. Több filmzenéjét jelölték rangos filmes díjakra, és 2015-ben a A mindenség elmélete című film alá komponált zenéjéért Jóhannsson elnyerte a Golden Globe-díj-at a legjobb eredeti filmzene kategóriában.

## Halála
Jóhannssont 2018. február 9-én berlini lakásában holtan találták. A halált különböző gyógyszerek és kokain véletlenszerű túladagolása okozta, mindössze 48 évet élt.

## Fontosabb filmzenéi
| Év    | Cím (zárójelben a film eredeti címe)            | Rendező          | Megjegyzés |
| ----- | ----------------------------------------------- | ---------------- | --- |
| 2007  | Ópium: Egy elmebeteg nő naplója                 | Szász János      | Magyar film |
| 2009  | Személyes vonatkozás (Personal Effects)         | David Hollander  | |
| 2009  | Koppenhágai álmok (Drømme i København)          | Max Kestner      | Dokumentumfilm |
| 2012  | Fu cheng mi shi                                 | Lou Ye           | Megnyerte: Golden Horse Awards - Legjobb zeneszerző. Jelölték – Asian Film Awards - Legjobb zeneszerző.                                                                                              |
| 2013  | Fogságban (Prisoners)                           | Denis Villeneuve | |
| 2014  | A mindenség elmélete (The Theory of Everything) | James Marsh      | Megnyerte: Golden Globe-díj a legjobb eredeti filmzenének. Jelölték: Oscar-díj a legjobb eredeti filmzenének. Jelölték: BAFTA-díj a legjobb filmzenének. Jelölték: Grammy-díj a legjobb filmzenének. |
| 2014  | Vak érintés (Tui na)                            | Lou Ye           | |
| 2015  | Sicario – A bérgyilkos (Sicario)                | Denis Villeneuve | Jelölték: Oscar-díj a legjobb eredeti filmzenének. Jelölték: BAFTA-díj a legjobb filmzenének. |
| 2016  | Lovesong                                        | So Yong Kim      | |
| 2016  | Érkezés (Arrival)                               | Denis Villeneuve | Megnyerte: World Soundtrack Awards a legjobb filmzenének Jelölték: Golden Globe-díj a legjobb eredeti filmzenének Jelölték: BAFTA-díj a legjobb filmzenének                                          |
| 2017  | Anyám! (Mother)                                 | Darren Aronofsky | hang és zenei konzultáns, tanácsadó |
| 2017  | A hentes, a kurva és a félszemű                 | Szász János      | Magyar film, a második közös munkája Szász János rendezővel |
| 2018  | Mandy – A bosszú kultusza                       | Panos Cosmatos   | |
| 2018  | The Mercy                                       | James Marsh      | |
| 2018. | Mária Magdolna (Mary Magdalene)                 | Garth Davis      | Posztumusz megjelenés |

## Diszkográfia

### Szólóalbumok
- Englabörn (2002, Touch Music)[2]
- Virðulegu Forsetar (2004, Touch)
- IBM 1401, A User's Manual (2006, 4AD)<
- Englabörn (újra kiadás) (2007, 4AD)
- Fordlandia (2008, 4AD)
- And In The Endless Pause There Came The Sound Of Bees (2009, NTOV)
- End of Summer (2015, Sonic Pieces) – Hildur Guðnadóttir & Robert Aiki Aubrey Lowe zenészekkel közösen
- Orphée (2016, Deutsche Grammophon)[3]
- Englabörn & Variations (2018, 2 CD)
- Gold Dust (2021, eddig nem kiadott alkotások) - Spotify
- Drone Mass (2022, CD és Vinyl, egy 2015-ös New York-i koncertfelvétel az oratóriumról) - Spotify

### Filmzene albumok
- Dís (2004, 12 Tónar,)
- The Miners' Hymns (2011, FatCat Records)
- Free The Mind (2012, NTOV)
- Copenhagen Dreams (2012, 12 Tónar)
- Prisoners (2013, WaterTower Music)
- McCanick (2014, Milan Records)
- I Am Here B.J. Nilsen-nel közösen (2014, Ash International)
- The Theory of Everything (2014, Back Lot Music)
- Sicario (2015, Varèse Sarabande)
- Arrival (2016, Deutsche Grammophon)

### Kislemez
- "The Sun's Gone Dim and the Sky's Turned Black" (2006, 4AD)

## Díjak, jelölések
| Év   | Cím                                             | Rendező          | Megjegyzés |
| ---- | ----------------------------------------------- | ---------------- | --- |
| 2008 | Varmints                                        | Marc Craste      | Megnyerte – Rhodes Nemzetközi Filmfesztivál (Legjobb filmzene) Megnyerte – Sapporo Nemzetközi Rövidfilm Fesztivál (Legjobb )                                                |
| 2012 | Fu cheng mi shi                                 | Lou Ye           | Megnyerte– Golden Horse Awards (Legjobb zeneszerző) Jelölés – Asian Film Awards (Legjobb zeneszerző)                                                                        |
| 2014 | A mindenség elmélete (The Theory of Everything) | James Marsh      | Megnyerte – Golden Globe-díj (legjobb eredeti filmzene) Jelölték – Oscar-díj (legjobb filmzene) Jelölték – BAFTA (legjobb filmzene) Jelölés – Grammy-díj (Legjobb filmzene) |
| 2015 | Sicario – A bérgyilkos (Sicario)                | Denis Villeneuve | Jelölték – Oscar-díj (legjobb filmzene) Jelölték – BAFTA (legjobb filmzene)                                                                                                 |
| 2016 | Érkezés (Arrilval)                              | Denis Villeneuve | Megnyerte – World Soundtrack Awards (az év legjobb filmzenéje) Jelölték – Golden Globe-díj (legjobb eredeti filmzene) Jelölték – BAFTA (legjobb filmzene)                   |

## Fordítás
- Ez a szócikk részben vagy egészben  a   Jóhann Jóhannsson című angol Wikipédia-szócikk fordításán alapul.  Az eredeti cikk szerkesztőit annak laptörténete sorolja fel. Ez a jelzés csupán a megfogalmazás eredetét és a szerzői jogokat jelzi, nem szolgál a cikkben szereplő információk forrásmegjelöléseként.